# Edmund Reitlinger
Edmund Eleazer Reitlinger (* 15. Januar 1830 in Pest; † 3. September 1882 in Wien) war ein Physiker.

## Leben und Werk
Reitlinger studierte in Wien und Heidelberg und wurde Assistent von Andreas von Ettingshausen am Wiener physikalischen Institut. Im Jahre 1866 wurde er Professor der Physik an der Technischen Hochschule Wien. Einer seiner Studenten war Rudolf Steiner.
Seine Arbeiten betreffen die Lichtenbergischen Staubfiguren, die elektromagnetischen Schallerscheinungen in verdünnten Gasen, die flüssigen Isolatoren, die Lichterscheinungen in verdünnten Gasen und die elektrischen Klangfiguren. Reitlinger redigierte viele Jahre die Natur- und Völkerkunde der Neuen Freien Presse.
Reitlinger starb 1882 nach längerer Krankheit und wurde auf dem Zentralfriedhof Wien beerdigt. Er hinterließ seine Frau Marie, geb. Mayer, und die Kinder Hermine und Rudolph.

## Werke
- Freie Blicke. Berlin 1874. (Sammlung naturwissenschaftlicher Essays)[2]